# Tug

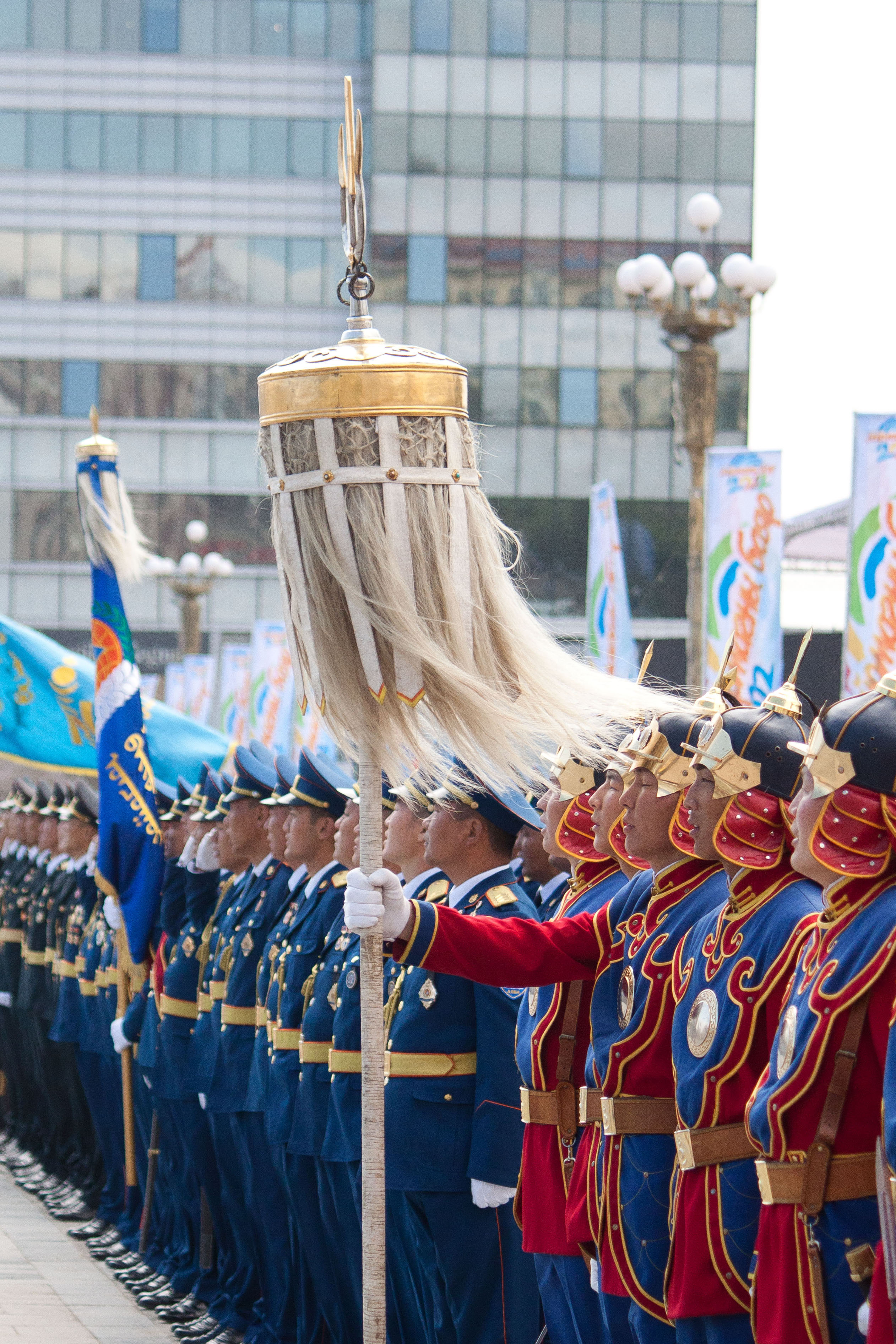
Um tug na Praça Sukhbaatar em Ulã Bator

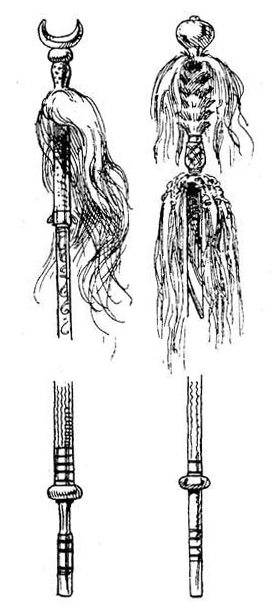
Tuges húngaros otomanos capturados por Fernando II do Sacro Império Romano-Germânico, arquiduque da Áustria em 1556.

Um tug (em mongol: туг [tʰʊɡ], em turco: tuğ, em turco otomano: طوغ ṭuġ ou توغ tuġ) ou sulde (em mongol: сүлд) é uma vara com cavalinha ou pelos de iaque de cores diferentes dispostos em um padrão circular no topo. Foi historicamente criado durante o período do Império Mongol e mais tarde adotado nos canatos turco-mongóis e derivados do turco e no Império Otomano. No século XVIII, também foi adotado pela cavalaria eslava, sob o nome de bunchuk (em ucraniano: бунчук, em polaco: банка). Ele ainda é usado por algumas unidades das Forças Terrestres da Polónia.

## Entre os mongóis

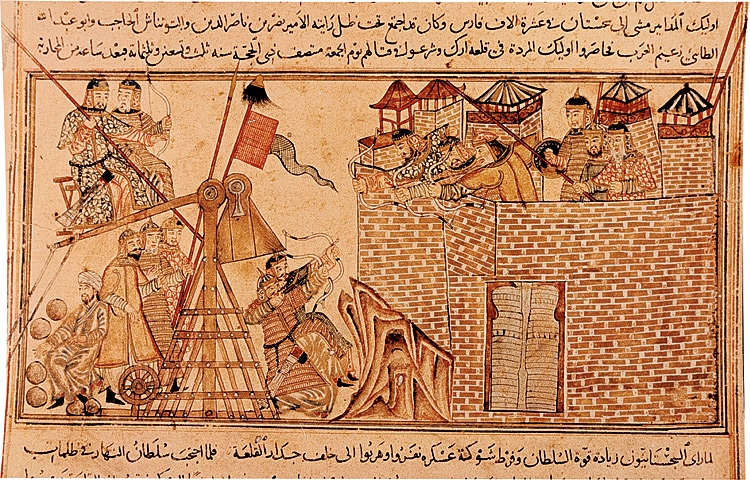
Os mongóis sitiando uma cidade no Oriente Próximo. A flâmula preta pode ser vista atrás do trabuco. Miniatura do início do século XIV. De Rashid al-Din, "História do Mundo" (Biblioteca da Universidade de Edimburgo).

Uma bandeira de pele branca era usada como símbolo de tempos de paz, enquanto a bandeira preta era para a guerra. O uso do rabo de cavalo é simbólico porque os cavalos são essenciais para a subsistência dos mongóis. Isso é semelhante ao uso de pelos de cavalinha para o norin juur, um instrumento de cordas.
A bandeira branca original desapareceu durante o período inicial do Império Mongol, mas a preta sobreviveu como o repositório simbólico da alma de Gengis Khan. Os mongóis continuaram a homenagear o rebocador, e Zanabazar (1635–1723) construiu um mosteiro com a missão especial de hastear e proteger a Estandarte Negra no século XVII.  Por volta de 1937, a bandeira negra desapareceu em meio aos grandes expurgos de nacionalistas, monges e intelectuais, e à destruição de mosteiros.
Os tuges brancos ganharam importância renovada na Mongólia depois que o país adotou a democracia no início da década de 1990 como um símbolo do estado tradicional mongol, substituindo as antigas bandeiras vermelhas comunistas.
O estandarte do estado mongol, o Yesön Khölt tsagaan tug (em mongol: Есөн хөлт цагаан туг) ou a Bandeira Branca de Nove Bases , consiste em nove mastros decorados com pelos de cavalinha brancos pendurados em uma superfície redonda com uma chama ou formato de tridente no topo. O Estandarte Branco de Nove Bases era um emblema de tempos de paz usado exclusivamente pelos cãs em frente às sua yurt. O estandarte central é maior que os demais e fica no centro dos outros oito. As nove modernas bandeiras brancas da Mongólia são mantidas no Palácio do Governo em Ulã Bator.
O Dörvön khölt khar sulde (em mongol: Дервен хулт хар сүлд) ou a "Bandeira das nove bases negras" foi usada em tempos de guerra. É feito de cabelo de cavalinha preta e inflado da mesma forma. De acordo com a crônica ilustrada japonesa, Mōko Shūrai Ekotoba, a bandeira da frota Yuan da Mongólia que invadiu o Japão era preta. As modernas Bandeiras Negras da Mongólia são mantidas no Ministério da Defesa.
Nas Forças Armadas da Mongólia, o rebocador preto é usado como mastro de bandeira em padrões militares.